# Heinrich Boie
Heinrich Boie (Meldorf, 4 de maio de 1794 — Indonésia, 4 de setembro de 1827) foi um zoólogo alemão.
Heinrich Boie era filho do escritor Heinrich Christian Boie (1744–1806) e irmão de Friedrich Boie (1789-1870).
Boie estudou direito em Kiel e Göttingen. Na universidade, demonstrou interesse em história natural através das conferências de Johann Friedrich Blumenbach e Friedrich Tiedemann. Em Leida, ele era ajudante de Coenraad Jacob Temminck. Em 1825 ele viajou para Java acompanhado de Salomon Müller para coletar amostras para o museu. Na ilha, ele acaba morrendo de febre amarela.